# Bucephala
A Bucephala a madarak osztályának lúdalakúak (Anseriformes) rendjébe, a récefélék (Anatidae) családjába tartozó nem.

## Rendszerezésük
A nemet Spencer Fullerton Baird írta le 1858-ban, jelenleg 3 faj tartozik ide:
- fehérfejű kerceréce (Bucephala albeola)
- kerceréce (Bucephala clangula)
- izlandi kerceréce (Bucephala islandica)